# Antal Szendey
Antal Szendey   (Pestszenterzsébet, 7 de març de 1915 - Budapest, 6 de maig de 1994) fou un remer hongarès que va competir durant les dècades de 1930 i 1940.
El 1936 va prendre part en els Jocs Olímpics de Berlín, on fou cinquè en la prova de vuit amb timoner del programa de rem. Vuit anys més tard, als Jocs de Londres, fent equip amb Béla Zsitnik i Róbert Zimonyi, guanyà la medalla de bronze en la prova de dos amb timoner del programa de rem.
En el seu palmarès també destaquen quatre medalles al Campionat d'Europa de rem, dues d'or, una de plata i una de bronze, entre 1935 i 1947 i tres campionats nacionals.